# Piedra Parada, Ocozocoautla de Espinosa
Piedra Parada är en ort i Mexiko.   Den ligger i kommunen Ocozocoautla de Espinosa och delstaten Chiapas, i den sydöstra delen av landet, 700 km öster om huvudstaden Mexico City. Piedra Parada ligger 826 meter över havet och antalet invånare är 501.
Terrängen runt Piedra Parada är kuperad åt nordost, men åt sydväst är den platt. Runt Piedra Parada är det ganska glesbefolkat, med 40 invånare per kvadratkilometer. Närmaste större samhälle är Ocozocoautla de Espinosa, 9,8 km sydost om Piedra Parada. Omgivningarna runt Piedra Parada är en mosaik av jordbruksmark och naturlig växtlighet.